# Хлеб жизни
Хлеб жизни (пол. Chleb Życia) — польская благотворительная организация. 
Целью организации является устройство работы и места жительства бездомных людей, а также привлечение внимания общества к проблемам, приводящим людей к бездомности. Изначально организация помогала преимущественно женщинам, но затем организация расширилась до помощь всем слоям социального населения.
Одновременно с развитием организации в Польше, Хмелевска занималась благотворительностью в других городах Польши и соседних странах (например, похожая организация была создана ею в Белоруссии). Она также занималась консультацией своих украинских и румынских партнеров.

## История
Организация была создана в 1990 году Малгоржатой Хмелевской. В 1995 году у организации было уже четыре дома. Один из домов был круглосуточно открыт и предназначался для медицинской помощи, в нем находились врач, медсестра и социальный работник. Второй дом был предназначен беременным и имеющим маленьких детей матерям. Третий был приютом для матерей и детей всех возрастов, в нем могли жить семьи. Длительнее всего была программа, связанная с четвертым домом: согласно этой программе, женщины, матери, семьи и бездомные мужчины должны были постепенно сами обеспечивать себя (например, еда изначально поставляется соседними организациями, а затем выращивается самими бездомными), а заодно обеспечивать и остальные дома.